# Em Ti Regozija-te (Klontzas)
Em Ti Regozija-te também conhecido como Epi Si Harri é uma pintura em têmpera e folha de ouro de Georgios Klontzas. A pintura é uma homenagem à Virgem Maria. Klontzas foi ativo na ilha de Creta durante a segunda metade do século XVI. Foi membro da Escola Cretense. Ele foi um dos pintores gregos mais prolíficos do século século XVI. A maioria de suas obras foi copiada por outros artistas, principalmente por gregos e italianos. Theodore Poulakis criou uma versão no século XVII que é muito semelhante à de Klontzas. Franghias Kavertzas também pintou um tema similar, assim como Leos Moskos criou sua versão da pintura. A obra de Klontzas está atualmente no Instituto Helênico de Estudos Bizantinos e Pós-Bizantinos em Veneza.